# James Lattimer
James Michael Lattimer (Marion, 12 aprile 1950) è un astronomo statunitense.

## Biografia
Particolarmente interessato alle stelle di neutroni, attualmente è professore di fisica e astronomia alla Stony Brook University di New York.
Assieme ad Adam Burrows, nel 1986 propose il primo modello della nascita delle stelle di neutroni dalle esplosioni di supernovae, che prevedeva l'emissione di un altissimo numero di neutrini nel corso dell'evento. L'anno successivo, i dati provenienti dalla prima supernova osservata in tempi recenti, la SN 1987a nella Grande Nube di Magellano, confermarono il modello delineato da Lattimer e Adams.
Più recentemente, nel 2011 Lattimer e i suoi collaboratori hanno scoperto, tramite lo studio del tasso di diminuzione della loro temperatura rilevato dal telescopio Chandra, la prima evidenza diretta di superfluidità e superconduttività all'interno delle stelle di neutroni.
Nel 2015 ha ricevuto il Premio Hans Bethe con la seguente motivazione: « Per lavori teorici di notevole importanza nel relazionare i dati osservativi di supernovae e stelle di neutroni con l'emissione di neutrini, e per l'equazione di stato della materia in condizioni di densità superiore a quella del nucleo atomico ».
È membro della American Physical Society dal 2001.